# Karl Wolff (SS-Mitglied)

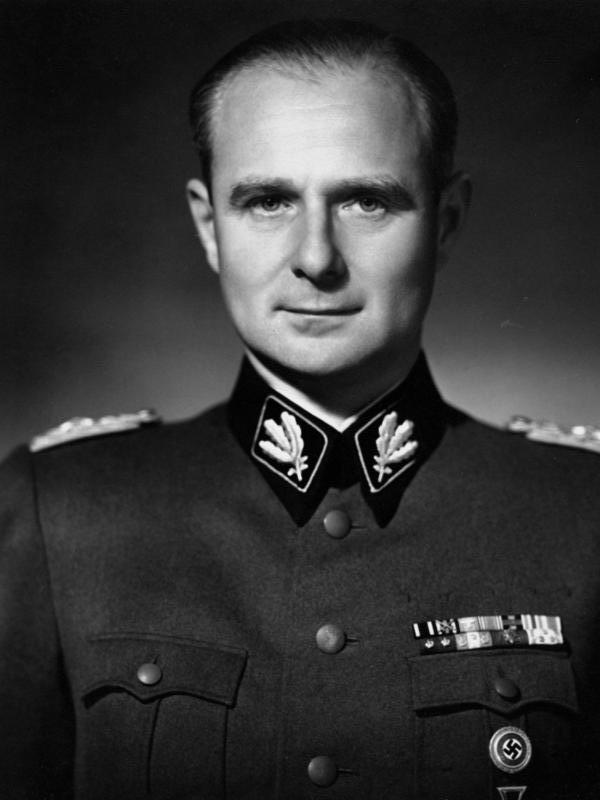
Karl Wolff, hier als SS-Gruppenführer (1937)

Karl Friedrich Otto Wolff (* 13. Mai 1900 in Darmstadt; † 15. Juli 1984 in Rosenheim) war ein deutscher SS-Obergruppenführer und General der Waffen-SS. Er avancierte zum Chef des „persönlichen Stabes Reichsführer SS“ und „Verbindungsoffizier der SS zu Hitler“. Nach dem Zweiten Weltkrieg behauptete Wolff, von der Vernichtung der Juden erst 1945 erfahren zu haben. Am 30. September 1964 wurde er vom Landgericht München II wegen Beihilfe zum Mord in mindestens 300.000 Fällen (Deportationen in das Vernichtungslager Treblinka) zu 15 Jahren Zuchthaus verurteilt. 1969 wurde er wegen Haftunfähigkeit entlassen.

## Herkunft und Schule
Karl Wolff wuchs als Sohn des promovierten Juristen Karl Friedrich Wolff (* 19. Dezember 1871 in Gießen; † 2. Januar 1916 in Darmstadt) in einer Darmstädter Honoratiorenfamilie auf. 1901 wurde der Vater Staatsanwalt in Darmstadt. 1906 wechselte er ins Richterfach und war als Amtsrichter zunächst in Butzbach und anschließend in Darmstadt tätig. 1910 wurde er zum Amtsgerichtsrat ernannt, 1911 zum Landgerichtsrat. Zuletzt war er Präsident des Landgerichts Darmstadt.
Schon in früher Jugend hatte er den Wunsch, zum Militär zu gehen und Offizier zu werden. So absolvierte er bereits als Schüler des Ludwig-Georgs-Gymnasiums in Darmstadt freiwillig eine zweijährige vormilitärische Ausbildung der Nationalen Jugendwehr.

## Teilnahme am Ersten Weltkrieg
Nach dem Notabitur am 27. April 1917 meldete sich Wolff freiwillig und wurde dank der Empfehlungen seiner Verwandtschaft als Fahnenjunker in das Großherzogliche Hessische Leibgarde-Infanterie-Regiment Nr. 115 aufgenommen. Nach einer viermonatigen Rekrutenausbildung kam er am 5. September 1917 an die Westfront und avancierte bis Ende des Krieges zum Leutnant. Er wurde mit dem Eisernen Kreuz zweiter und erster Klasse ausgezeichnet.

## Demobilisierung und Berufstätigkeit
Die durch den Versailler Vertrag festgelegte Verringerung der personellen Stärke der Reichswehr führte im Mai 1920 zu seiner Demobilisierung. Wolff war kurzzeitig Kompaniechef in einem hessischen Freikorps.
Im Bankhaus der Gebrüder Bethmann in Frankfurt am Main durchlief Wolff bis Juli 1922 eine zweijährige Lehrzeit. Nach seiner Heirat im August 1923 zog das Ehepaar Wolff nach München, wo er Arbeit bei der Deutschen Bank fand. Er wurde Ende Juni 1924 durch Auswirkungen der Inflationszeit arbeitslos und fand bald eine neue Beschäftigung bei der Münchner Filiale der „Annoncen-Expedition Walther von Danckelmann“. Am 1. Juli 1925 eröffnete er seine eigene Firma unter dem Namen „Annoncen-Expedition Karl Wolff – von Römheld“.
Die Wirtschaftskrise im Jahr 1931 (s. Deutsche Bankenkrise) ließ ihn zur Überzeugung gelangen, dass nur die radikalen Parteien zur Lösung des wirtschaftlichen und politischen Dilemmas in Deutschland fähig seien. Für ihn kam dafür nur die rechtsradikale Richtung in Betracht.

## Politischer Werdegang
Wolff trat am 7. Oktober 1931 in die NSDAP (Mitgliedsnummer 695.131) sowie die SS (SS-Nr. 14.235) ein und machte in der SS eine steile Karriere.
Ein dreiwöchiger Lehrgang auf der Reichsführerschule der SA in München vermittelte ihm das weltanschauliche Grundgerüst und führte zur ersten Bekanntschaft mit den als Dozenten auftretenden Spitzen der Partei, wie Franz Xaver Schwarz, Richard Walther Darré, Heinrich Himmler und Adolf Hitler.

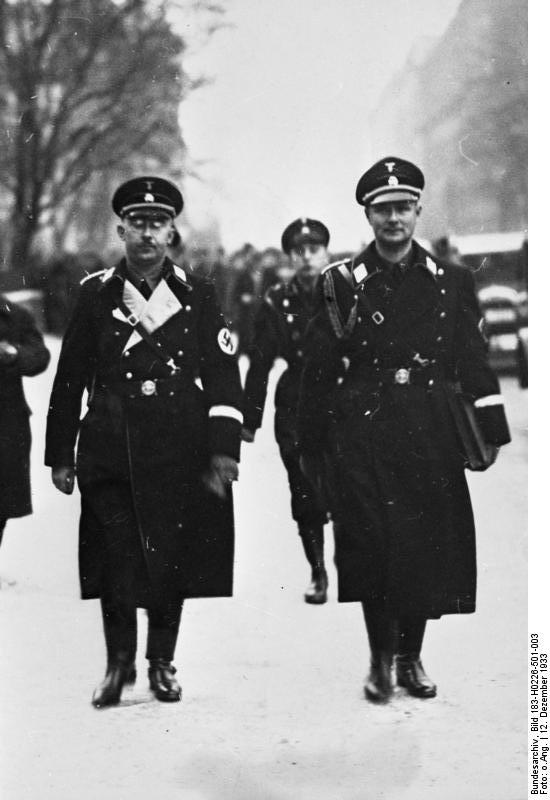
Himmler mit seinem Adjutanten Wolff (rechts), 12. Dezember 1933

Vom 18. Februar 1932 bis September 1932 führte Wolff als SS-Sturmführer den Sturm 2 des II. Sturmbannes der SS-Standarte 1. Im Jahr 1932 mit seinen beiden Reichstagswahlen wurde auch die SS häufig bei Parteiversammlungen, Straßendemonstrationen und organisierten Schlägereien eingesetzt. Am 20. September 1932 wurde der bewährte, ehrgeizige und in gesellschaftlichen Umgangsformen versierte Sturmführer zum Adjutanten des Sturmbannes II der Standarte 1 bestellt und am 30. Januar 1933 zum SS-Hauptsturmführer befördert. Dem Amt eines Adjutanten der SS beim neuen Reichsstatthalter in Bayern, General Franz Ritter von Epp, vom März 1933 folgte mit der Kommandierung als Adjutant zum Stab des Reichsführers SS am 18. Juni 1933 der Sprung vom ehrenamtlichen zum hauptamtlichen Mitglied der Schutzstaffel. Die damit verbundene finanzielle Sicherheit ermöglichte es ihm, seinen bisherigen Beruf aufzugeben und seine Firma zu verkaufen. Am 8. März 1933 wurde er Mitglied des Reichstages.
Die Gunst Himmlers sowie Wolffs Talent, neben seinem Einsatz für Partei und SS auch seinen eigenen Vorteil zu mehren, ermöglichten einen schnellen Aufstieg bis zum 1. Adjutanten im Stab des „Reichsführers SS“ am 4. April 1934, verbunden mit drei Beförderungen bis zum SS-Standartenführer am 20. April 1934. Am 25. Juli wurde seine Tochter Helga geboren. 1934 lernte er auch seine Geliebte und zweite Ehefrau (ab 1943) Ingeborg Gräfin von Bernstorff kennen.
Im Januar 1936 gebar seine Frau Frieda einen Sohn.
Als Chef des persönlichen Stabes Reichsführer SS ab dem 9. November 1935 bekleidete er neben der Chefadjutantur sieben Ämter (darunter Personalkanzlei, SS-Gericht, Revisionsabteilung und Stabskasse). Seine Dienststelle hatte zwar nicht offiziell den Rang eines SS-Hauptamtes; sie war den eigentlichen Hauptämtern aber de facto gleichgestellt und diente als Auffangbecken für alle Aufgaben, die nicht einem der Hauptämter zugeordnet waren (so zum Beispiel der „Beauftragte für das Diensthundewesen“). Hinzu kamen noch die Organisationen „Lebensborn“, der „Freundeskreis Reichsführer SS“ sowie „Förderndes Mitglied der SS“.
Eine besondere Freundschaft verband Wolff mit dem Chef des Reichssicherheitshauptamtes Reinhard Heydrich.

## Im Führerhauptquartier

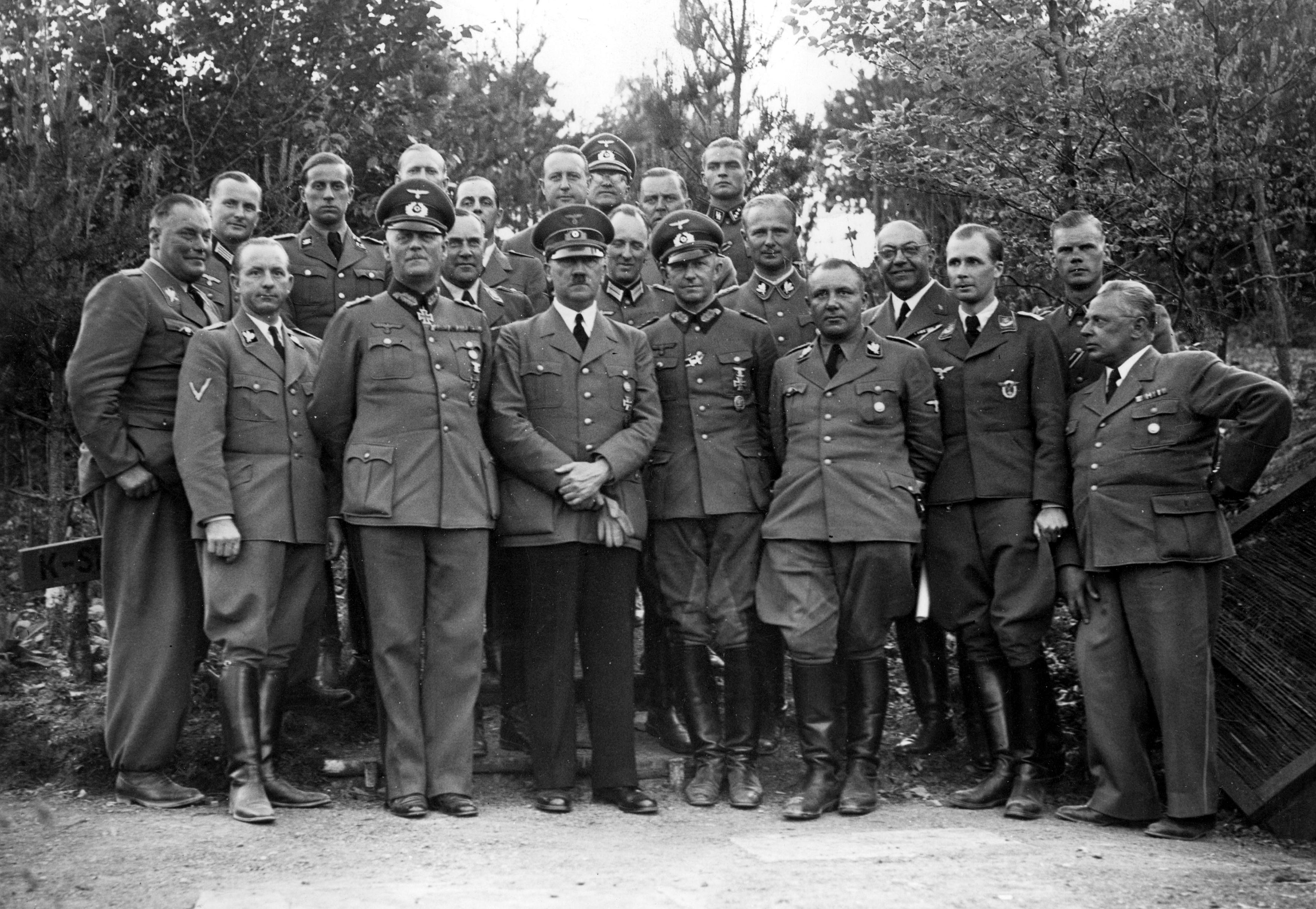
Karl Wolff, zweite Reihe, Dritter von rechts, im Stab von Adolf Hitler im Juni 1940 vermutlich auf dem Eselsberg in Rodert bei Münstereifel, in der Nähe des „K-Standes“ des Führerhauptquartiers Felsennest

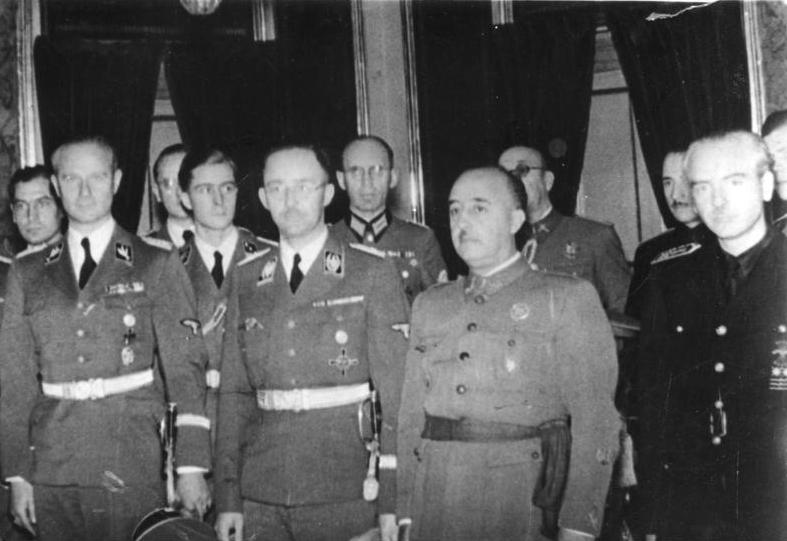
Reichsführer Heinrich Himmler mit Karl Wolff bei einem Treffen mit Francisco Franco und Ramón Serrano Súñer (ganz rechts) in Spanien (25. Oktober 1940)

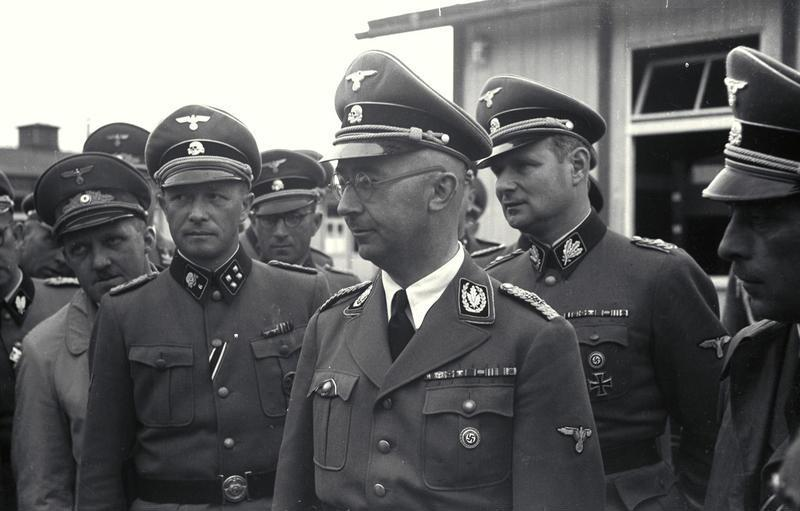
Heinrich Himmler während eines Besuchs im KZ Mauthausen, April 1941. Von links nach rechts: August Eigruber, Franz Ziereis, August Schmidhuber (hinter Ziereis, mit Brille), Himmler, Wolff, Franz Kutschera

Mit Beginn des Zweiten Weltkrieges wurde Wolff ins Führerhauptquartier entsandt, um hier nach eigenen Angaben als „Verbindungsoffizier der Waffen-SS“ zu fungieren. Eine solche Aufgabe wurde immer wieder angezweifelt. Schließlich war es Hitler selbst, der sich für Wolff als Vertreter der SS in seinem Hauptquartier aussprach, möglicherweise auch um die Rolle eines potentiellen Himmler-Nachfolgers zu übernehmen, wofür neben Heydrich offensichtlich zumindest zeitweise auch Wolff in Betracht kam. Praktisch war Wolff jedoch wohl „Himmlers Auge und Ohr“ im Führerhauptquartier, wie das die Staatsanwaltschaft beim Schwurgericht München 1964 formulierte.
Im Führerhauptquartier erhielt er zweifellos auch Kenntnis über alle wesentlichen Geschehnisse oder konnte sich unschwer Zugang zu relevanten Informationen beschaffen. Auch auf dem Berghof, der temporär als Führerhauptquartier fungierte, war Wolff anwesend. Darüber hinaus erhielt er auch als Chef des persönlichen Stabes Reichsführer SS Kopien aller wichtigen Schreiben der SS-Hauptämter, so dass seine Nachkriegsbeteuerungen, von Verbrechen erst nach dem Ende des nationalsozialistischen Regimes erfahren zu haben, als Schutzbehauptung anzusehen sind. Wenn er als rechte Hand Himmlers den Organisator der „Aktion Reinhardt“, Odilo Globocnik, zu seinen Freunden zählte, kann er nicht weniger Informationen besessen haben als die vielen, die vor Ort Augenzeugen der Untaten des Regimes wurden.
Als bei der Räumung des Warschauer Ghettos Engpässe bei den Eisenbahntransportkapazitäten auftraten, vermittelte Wolff durch den ihm gut bekannten stellvertretenden Reichsverkehrsminister, Staatssekretär Albert Ganzenmüller, die benötigten Züge in die Vernichtungslager. In einem Schreiben vom 13. August 1942 bedankte sich Wolff für Ganzenmüllers Beistand: „Mit besonderer Freude habe ich von Ihrer Mitteilung Kenntnis genommen, daß nun schon seit 14 Tagen täglich ein Zug mit Angehörigen des auserwählten Volkes nach Treblinka fährt […] Ich habe von mir aus mit den beteiligten Stellen Fühlung aufgenommen, so daß eine reibungslose Durchführung der gesamten Maßnahme gewährleistet erscheint.“
Auch von den Unterdruck- und Kaltwasserexperimenten des Arztes Sigmund Rascher im KZ Dachau wurde er in seiner Eigenschaft als Vorgesetzter seines für das „Ahnenerbe“ zuständigen Amtschefs Wolfram Sievers informiert. In seiner Position als Adjutant Himmlers bekam Wolff Anfang Februar 1943 einen Brief des Abteilungsleiters und Unterstaatssekretärs im Auswärtigen Amt, Martin Luther auf den Tisch, der dazu dienen sollte, den Reichsaußenminister Joachim von Ribbentrop zu stürzen. Zu diesem Zweck hatte Luther umfangreiches belastendes Material gegen seinen Vorgesetzten gesammelt und ihn als „geisteskrank und amtsmüde“ erscheinen lassen. Dieses Schreiben gab Wolff persönlich an Ribbentrop weiter. Der Absender wurde noch am 10. Februar 1943 verhaftet und landete als prominenter Häftling im KZ Sachsenhausen.
Am 6. März 1943 ließ Wolff sich – gegen den angeblichen Willen Himmlers – von seiner Ehefrau Frieda von Römheld scheiden und heiratete am 9. März seine langjährige Geliebte, die Witwe Ingeborg Gräfin Bernstorff, überzeugte Nationalsozialistin und Schwägerin von Albrecht Graf von Bernstorff, den die SS noch Ende April 1945 ermordete. Eine Beteiligung Wolffs wurde zwar untersucht, konnte aber nicht erwiesen werden. Die Trübung seines guten Verhältnisses zu Himmler wegen der Scheidung (die dann von Hitler genehmigt wurde) und eine längere Krankheit führten zu seiner Ablösung als Chef des Stabes Reichsführer SS und seiner Versetzung nach Italien.
Dort war er u. a. verantwortlich für die am 16. Oktober 1943 erfolgte Verhaftung von 1259 Juden im Ghetto Rom, von denen 1007 in das Konzentrationslager Auschwitz deportiert wurden.

## Höchster SS- und Polizeiführer in Italien

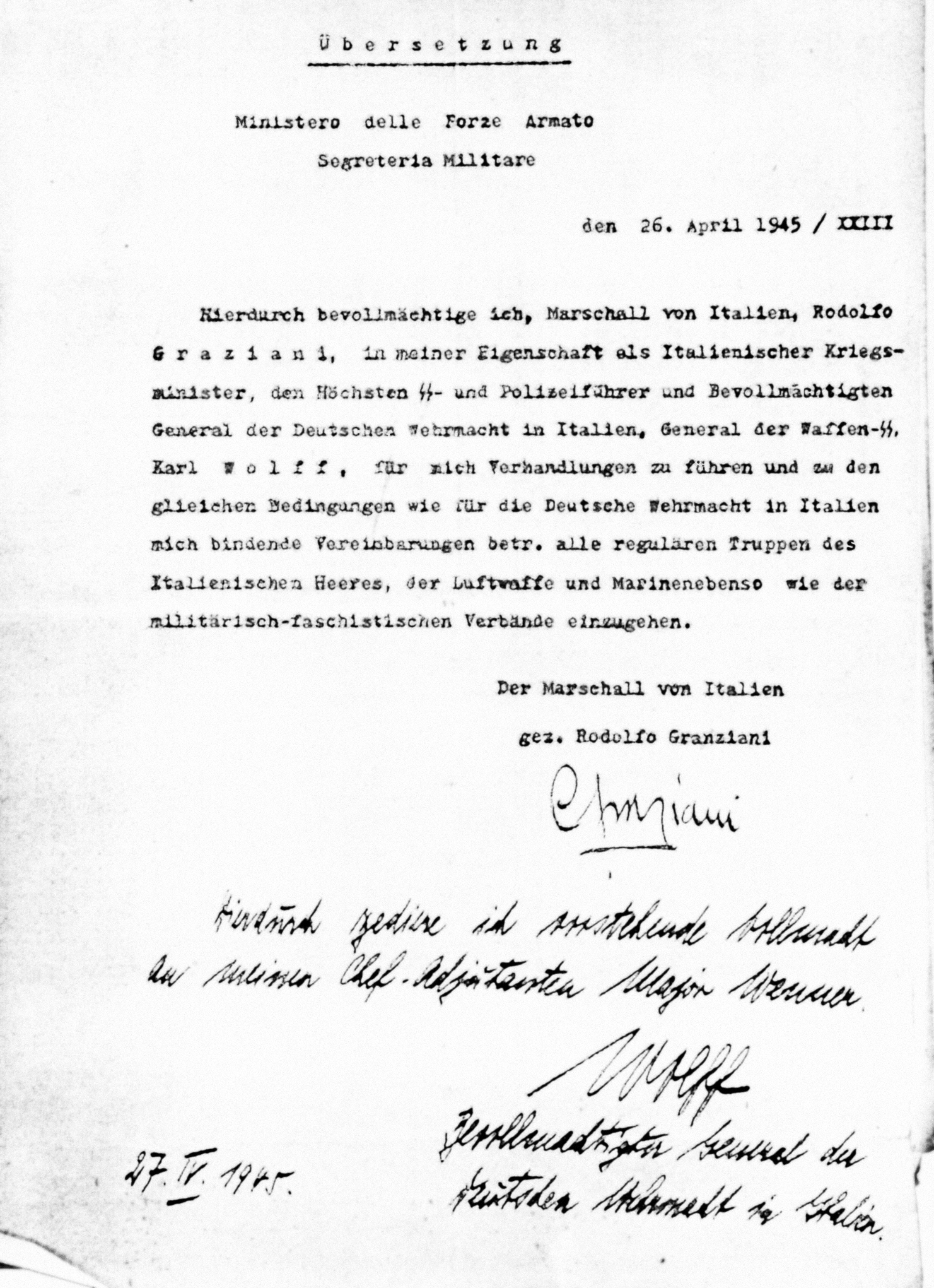
Vollmacht des Marschalls von Italien, Rodolfo Graziani, an Wolff zur Aufnahme von Kapitulationsverhandlungen, 27. April 1945

Himmler berief Wolff im Juli 1943 zum „Höchsten SS- und Polizeiführer“ in Italien mit dem Auftrag, den am 25. Juli 1943 von seinen Landsleuten verhafteten Benito Mussolini zu befreien und danach dessen zivile Machtübernahme in die Wege zu leiten. Nach der Landung der Alliierten in Süditalien schloss die italienische Regierung unter Pietro Badoglio mit den Alliierten am 3. September 1943 den Waffenstillstand von Cassibile und löste sich damit aus dem deutschen Bündnissystem.
Kurz darauf begann die deutsche Besetzung Italiens („Fall Achse“). Am 12. September 1943 wurde Mussolini im „Unternehmen Eiche“ durch deutsche Fallschirmjäger aus seiner Gefangenschaft befreit. Nach Bestellung einer italienischen Marionettenregierung (Italienische Sozialrepublik) mit Sitz in Salò am Gardasee unterstützte Wolff die Zwangsrekrutierung von italienischen Arbeitern für die deutsche Rüstungsindustrie und bekämpfte die anwachsende Resistenza mittels Partisanenbekämpfung.
Eine von Hitler geplante Entführung von Papst Pius XII. soll von ihm hintertrieben worden sein, da dann die Lage der deutschen Truppen in Italien nicht mehr haltbar gewesen wäre. Wolff war neben Ernst von Weizsäcker der einzige bekannte SS-Offizier, der am 10. Mai 1944 eine Audienz beim Papst erhielt. Er zeigte sich auch hilfsbereit gegenüber der Pontificia Commissione di Assistenza, der päpstlichen Hilfsorganisation zur karitativen Unterstützung und Verpflegung der Bevölkerung von Rom und Umgebung, indem er zum Beispiel Transporte in Sperrgebiete erlaubte.
Beim deutschen Oberbefehlshaber in Italien, Generalfeldmarschall Albert Kesselring, unterstützte er die Bestrebungen des Vatikans, Rom zur offenen Stadt erklären zu lassen, um die Stadt und ihre Kunstschätze vor der Zerstörung zu retten. Als die Alliierten am 4. Juni 1944 Rom besetzten, war Wolff krankheitsbedingt abwesend.
Am 26. Juli 1944 wurde er auf eigenen Antrag zum „bevollmächtigten General“ der deutschen Wehrmacht ernannt, da er sich hiervon mehr Einfluss im allgemeinen Kompetenzwirrwarr in Italien versprach. Er mobilisierte alle verfügbaren Einheiten gegen die zunehmende Partisanenaktivität.
Das Vorrücken der Alliierten führte schließlich zur Evakuierung der italienischen Marionettenregierung unter Mussolini nach Tirol und später nach Deutschland. Auch für Wolff zeichnete sich die Aussichtslosigkeit des weiteren Kriegsverlaufs immer deutlicher ab. Ebenso wie der „Reichsführer SS“ Heinrich Himmler suchte auch er, der inzwischen in Bozen residierte, über Mittelsmänner die Kontaktaufnahme mit den Alliierten. Im Februar 1945 nahm er über Schweizer Mittelsmänner (Max Waibel, Max Husmann u. a.) Kontakt mit dem Vertreter der mitteleuropäischen Zentrale des US-Geheimdienstes Office of Strategic Services, Allen W. Dulles, auf. Die Verhandlungen führten schließlich zum vorzeitigen Waffenstillstand in Italien am 2. Mai 1945, sechs Tage vor der deutschen Gesamtkapitulation am 8. Mai 1945 (siehe Operation Sunrise).
Im April 1945 war Wolff indirekt an der Befreiung der SS-Geiseln in Südtirol durch Wichard von Alvensleben beteiligt.

## Nach dem Krieg
Wolff und seine Familie wurden am 13. Mai 1945 von amerikanischen Truppen in einem Bozener Gefängnis festgesetzt. Nach dreimonatigem Aufenthalt und Trennung von seiner Familie kam Wolff am 21. August 1945 in das Kriegsverbrechergefängnis nach Nürnberg. Er wurde nicht angeklagt, weil amerikanische und britische Geheimdienstler fürchteten, er könnte Einzelheiten der Kapitulationsverhandlungen in Italien publik machen. Wolff berief sich dabei auf Dulles und Gero von Schulze-Gaevernitz als Zeugen für seine vermeintlichen Verdienste. Er trat während der Nürnberger Prozesse lediglich als Zeuge auf, so im Prozess Wirtschafts- und Verwaltungshauptamt der SS. Die Amerikaner übergaben ihn schließlich im Januar 1948 an die Briten, die ihn in Minden weiter inhaftierten.
Das mit dem Entnazifizierungsverfahren für Wolff beauftragte Spruchgericht Hamburg-Bergedorf verurteilte ihn im November 1948 wegen Mitgliedschaft in einer verbrecherischen Organisation (SS) und seiner Kenntnis, dass diese verbrecherischen Zielen gedient habe, zu fünf Jahren Gefängnis, von denen zwei Jahre durch die Untersuchungshaft als verbüßt galten. Das von ihm angerufene Revisionsgericht hob das Urteil am 6. März 1949 auf und ermäßigte die Haftstrafe im Juni 1949 auf vier Jahre Gefängnis, die mittlerweile abgegolten waren.
Wolff arbeitete nach seiner Entlassung im Juni 1949 als Vertreter für die Anzeigenabteilung einer Illustrierten und ließ sich mit seiner Familie in Starnberg bei München nieder.
Im Gefolge des Eichmann-Prozesses von 1961 äußerte er sich in Presseartikeln über Himmler und behauptete, er habe erst im März 1945 von den Judenmorden erfahren. Aufgrund dieser öffentlichen Behauptungen sowie entsprechender Gegendarstellungen interessierte sich auch die bundesdeutsche Justiz wieder für Wolff. 
Am 18. Januar 1962 erging gegen ihn ein Haftbefehl des Amtsgerichts Weilheim wegen Beihilfe zur Ermordung hunderttausender Juden, vor allem durch seine Intervention beim Reichsverkehrsministerium für die Bereitstellung der benötigten Waggonkapazitäten. Mit Übergabe des Verfahrens an das Landgericht München II wurde er in die Strafanstalt München-Stadelheim eingeliefert. Sein Verteidiger war Rudolf Aschenauer, der auf Verfahren gegen NS-Angeklagte spezialisiert war, denen Verbrechen gegen die Menschlichkeit und Kriegsverbrechen vorgeworfen wurden. Im Prozess berief sich Wolff zu seiner Entlastung erneut auf Dulles und von Schulze-Gaevernitz. Am 30. September 1964 wurde er zu 15 Jahren Zuchthaus wegen Beihilfe zum Mord an 300.000 Juden verurteilt. Nach Zurückweisung seines Revisionsantrages durch den Bundesgerichtshof im Oktober 1965 wurde das Urteil rechtskräftig. Zur Verbüßung seiner Strafe wurde er in das Zuchthaus Straubing verlegt. Ende August 1969 wurde er wegen „krankheitsbedingter Vollzugsunfähigkeit“ entlassen.
1973 war Wolff in der britischen Fernsehserie Die Welt im Krieg als Zeitzeuge zu sehen.
Erneute Darstellungen seiner angeblichen Verdienste um die Verhinderung einer Entführung des Papstes machten den ehemaligen Stern-Reporter Gerd Heidemann auf ihn aufmerksam, der als Sammler von NS-Devotionalien dem in Finanznot befindlichen Wolff verschiedene persönliche Gegenstände abkaufte. Er diente Heidemann bei seiner Sammlertätigkeit sowie Fotoreportagen für zeitgeschichtliche Themen als sachkundiger Berater. In diesem Zusammenhang stießen beide auch auf den Stuttgarter Militaria-Händler Konrad Kujau. Kujau schrieb später 62 angebliche Hitler-Tagebücher und verkaufte sie über Heidemann an den Stern. Im Mai 1983 wurde bekannt, dass die Tagebücher Komplettfälschungen waren. Die Chefredaktion trat zurück; der Stern entschuldigte sich öffentlich und die Auflage fiel einige Monate lang massiv. Am Prozess gegen Kujau und Heidemann Ende August 1984 konnte der als Zeuge geladene Wolff nicht mehr teilnehmen.

## Privatleben und Tod
Im Juli 1922 verlobte er sich in Frankfurt mit Frieda von Römheld, die er im August 1923 heiratete. Nach der Heirat zogen sie nach München. Wolff starb am 15. Juli 1984 im Krankenhaus Rosenheim. Wenige Wochen vor seinem Tod war er – wie seine Tochter Fatima Grimm bereits 1960 – zum Islam übergetreten. Er wurde am 21. Juli 1984 auf dem Friedhof von Prien am Chiemsee beigesetzt.

## Auszeichnungen

### Auszeichnungen im Ersten Weltkrieg
- Eisernes Kreuz II. und I. Klasse

### Auszeichnungen als SS-Führer
- Goldenes Parteiabzeichen der NSDAP
- Dienstauszeichnung der NSDAP
- SS-Dienstauszeichnung
- Kriegsverdienstkreuz II. und I. Klasse mit Schwertern
- Spange zum Eisernen Kreuz II. und I. Klasse
- Deutsches Kreuz in Gold am 9. Dezember 1944
- Ehrendegen des Reichsführers SS
- SS-Ehrenring